# 邑楽町
邑楽町（おうらまち）は、群馬県邑楽郡の町。主産業は自動車や電子機器関連産業で地域産業集積活性化法等の指定を受けている自治体である。群馬県南東部に位置する。

## 地理
- 多々良沼

### 隣接する自治体
群馬県
- 太田市
- 館林市
- 邑楽郡 - 大泉町、千代田町

栃木県
- 足利市

## 歴史
- 1955年（昭和30年）3月1日 - 邑楽郡高島村、中野村が新設合併し、中島村（なかじまむら）が発足。
- 1956年（昭和31年）9月30日 - 邑楽郡千代田村の一部（旧・長柄村域）を中島村へ編入。
- 1957年（昭和32年）1月1日 - 邑楽村と改称。
- 1968年（昭和43年）4月1日 - 町制施行し邑楽町となる。

## 人口
| |                                        |  |
| 邑楽町と全国の年齢別人口分布（2005年） | 邑楽町の年齢・男女別人口分布（2005年） |  |
| ■紫色 ― 邑楽町 ■緑色 ― 日本全国 | ■青色 ― 男性 ■赤色 ― 女性              |  |
| 邑楽町（に相当する地域）の人口の推移 \| 1970年（昭和45年） \| 15,030人 \| \| \| 1975年（昭和50年） \| 17,793人 \| \| \| 1980年（昭和55年） \| 21,869人 \| \| \| 1985年（昭和60年） \| 24,217人 \| \| \| 1990年（平成2年） \| 26,380人 \| \| \| 1995年（平成7年） \| 27,421人 \| \| \| 2000年（平成12年） \| 27,512人 \| \| \| 2005年（平成17年） \| 27,372人 \| \| \| 2010年（平成22年） \| 27,023人 \| \| \| 2015年（平成27年） \| 26,426人 \| \| \| 2020年（令和2年） \| 25,522人 \| \| |                                        |  |
| 総務省統計局 国勢調査より |                                        |  |
| 1970年（昭和45年） | 15,030人                               |  |
| 1975年（昭和50年） | 17,793人                               |  |
| 1980年（昭和55年） | 21,869人                               |  |
| 1985年（昭和60年） | 24,217人                               |  |
| 1990年（平成2年） | 26,380人                               |  |
| 1995年（平成7年） | 27,421人                               |  |
| 2000年（平成12年） | 27,512人                               |  |
| 2005年（平成17年） | 27,372人                               |  |
| 2010年（平成22年） | 27,023人                               |  |
| 2015年（平成27年） | 26,426人                               |  |
| 2020年（令和2年） | 25,522人                               |  |

## 行政・立法
- 町長：橋本光規

### 県議会
- 選挙区：邑楽郡選挙区
- 定数：3名
- 任期：2023年（令和5年）4月30日 - 2027年（令和9年）4月29日[3]

| 議員名       | 会派名     | 備考 |
| ------------ | ---------- | ---- |
| 久保田順一郎 | 自由民主党 |      |
| 川野辺達也   | 自由民主党 |      |
| 森昌彦       | 自由民主党 |      |

### 衆議院
- 任期 ： 2024年（令和6年）10月27日 - 2028年（令和10年）10月26日（「第50回衆議院議員総選挙」参照）

| 選挙区                                        | 議員名     | 党派名     | 当選回数 | 備考     |
| --------------------------------------------- | ---------- | ---------- | -------- | -------- |
| 群馬県第3区（邑楽町、太田市、館林市、邑楽郡） | 笹川博義   | 自由民主党 | 5        | 選挙区   |
| 群馬県第3区（邑楽町、太田市、館林市、邑楽郡） | 長谷川嘉一 | 立憲民主党 | 2        | 比例復活 |

## 観光・施設
- 邑楽町シンボルタワー未来MiRAi - 邑楽町役場に隣接して建つ、高さ56.5 m、展望36 mの塔。ふるさと創生事業により建設され、1993年（平成5年）5月12日に開業した[4][5]。
- 多々良沼公園
- 松本公園
- 石打こぶ観音
- 邑楽町福祉センター　寿荘
- 永明寺のキンモクセイ（国の天然記念物）

## 交通

### 鉄道
中心となる駅：本中野駅
- 東武鉄道
  - ■小泉線 : 本中野駅 - 篠塚駅

町内を伊勢崎線が通っているが、駅はない。

### 高速バス
2022年12月1日におうらバスターミナル（邑楽南中学校そば）が開設され、高速バスが発着する。
- 日本中央バス - 羽田空港リムジンバス（伊勢崎・桐生〜羽田空港線）と名古屋・京都・大阪方面夜行バス「シルクライナー」(東毛経由便)、群馬～仙台線が停車。

成田空港直通高速バス・メープル号（関東自動車・千葉交通運行）は2024年3月をもって廃止。。

### 路線バス
- 邑楽町公共路線バス - 町内循環線

#### 廃止された路線バス
- 広域公共路線バス - 館林方面、「館林・邑楽・千代田線」（通称：邑楽線）。2002年運行開始。2022年9月をもって廃止。
- おうらタウンバス - 太田方面、「邑楽～太田線」。2005年運行開始。2022年9月をもって廃止。

### 道路

#### 国道
- 国道122号
- 国道354号

#### 県道
- 群馬県道20号足利邑楽行田線

## 教育
高等学校
- 群馬県立西邑楽高等学校（校庭のみ、校舎は大泉町）
- 関東学園大学附属高等学校（南グランドの一部のみ、それ以外は館林市）

中学校
- 邑楽町立邑楽中学校
- 邑楽町立邑楽南中学校

小学校
- 邑楽町立中野小学校
- 邑楽町立中野東小学校
- 邑楽町立長柄小学校
- 邑楽町立高島小学校

## 出身者
- 新井聖二 - お笑いタレント、山マウンテン元メンバー
- 上武洋次郎 - レスリング選手、東京オリンピック、メキシコオリンピック金メダル（同町名誉町民）
- 小松原学 - 元プロサッカー選手
- 立川談四楼 - 落語家、作家
- 山本博 - お笑いタレント、ロバートメンバー
- 山崎智也 - 競艇選手
- 星乃まおり - タレント、グラビアアイドル、女優